# Deer Creek Park
Deer Creek Park är en idrottsanläggning i Sölvesborg, Blekinge. Anläggningen har en basebollplan och en softbollplan. Arenan är hem till Sölvesborg Firehawks.